# دیوردی کنز
دیوردی کنیز (مجاری: Kenéz György؛ زادهٔ ۲۳ ژوئن ۱۹۵۶) بازیکن واترپلو اهل مجارستان بود.